# Nun Sulci
I Nun Sulci sono una struttura geologica della superficie di Ganimede.